# Ymonville
Ymonville település Franciaországban, Eure-et-Loir megyében. Lakosainak száma 481 fő (2022. január 1.). Ymonville Fresnay-l’Évêque, Guilleville, Moutiers, Prasville és Éole-en-Beauce községekkel határos.

## Népesség
A település népessége az elmúlt években az alábbi módon változott:
| Lakosok száma | 584  | 453  | 460  | 470  | 487  | 491  | 498  | 498  | 491  | 481  |
|               | 1968 | 1982 | 1990 | 2006 | 2013 | 2015 | 2017 | 2019 | 2020 | 2022 |